# ماکسیم پریخدونی
ماکسیم پریخدونی (اوکراینی: Максим Сергійович Приходной؛ زادهٔ ۲۷ اکتبر ۱۹۹۲) بازیکن فوتبال اهل اوکراین است.
از باشگاه‌هایی که در آن بازی کرده‌است می‌توان به باشگاه فوتبال تاوریا سیمفروپول اشاره کرد.